# Лебедянцев, Александр Никандрович
Александр Никандрович Лебедя́нцев (1878—1941) — советский агроном и агрохимик, заслуженный деятель науки и техники РСФСР, профессор МГУ.

## Биография
Родился в семье высокопоставленного калужского чиновника Никандра Александровича Лебедянцева и Анны Ивановны Лебедянцевой, дочери ливенского купца Аксенова. Окончил Московский университет (1902) и Московский сельскохозяйственный институт. В 1906—1927 директор Шатиловской опытной станции. Сотрудничал с земляком и однокурсником П. И. Лисицыным.
В 1924—1931 профессор кафедры агрономической химии, заведующий лабораторией агрономической химии физико-математического факультета МГУ. Позже работал во ВНИИ удобрений и агропочвоведения (1934—1935) и ВНИИ свекловичного полеводства (1935—1941).
Впервые установил возможность эффективного применения фосфоритной муки в северной части чернозёмной зоны, определил сравнительную эффективность разных видов и форм минеральных удобрений на различных почвах СССР.
Автор новых методов агрохимических исследований.
Доктор биологических наук. 
Похоронен в Москве на Новодевичьем кладбище (2-й уч., 37-й ряд).

## Семья
Жена Елена Вячеславовна. Брат Владимир Никандрович (1888 – ?). Сестры: Наталия Никандровна (1880 – 1968) – преподаватель иностранных языков, Ольга Никандровна (1892 – 1979) – химик по образованию – помогала Александру Никандровичу в его лабораторных исследованиях.

## Награды и отличия
- Заслуженный деятель науки и техники РСФСР (1929)

## Сочинения
- А. Н. Лебедянцев. Избранные труды. Сельхозгиз, Москва, 1960 (со вступительным очерком З. И. Журбицкого и списком трудов А. Н.).